# Matignon
Matignon ist eine französische Gemeinde mit 1738 Einwohnern (Stand 1. Januar 2022) im Département Côtes-d’Armor in der Region Bretagne; sie gehört zum Arrondissement Dinan und zum Kanton Pléneuf-Val-André.

## Bevölkerungsentwicklung
| Jahr      | 1962 | 1968 | 1975 | 1982 | 1990 | 1999 | 2007 | 2016 |
| Einwohner | 1327 | 1417 | 1591 | 1609 | 1613 | 1537 | 1585 | 1652 |

## Sehenswürdigkeiten
- Schloss La Chesnaye-Taniot (17. Jahrhundert)
- Manoir de la Vigne (16. Jahrhundert)
- Kapelle Saint-Germain de la Mer (12. Jahrhundert)

Siehe auch: Liste der Monuments historiques in Matignon

## Persönlichkeiten
- Der Fürst von Monaco trägt u. a. den Titel eines Sire de Matignon
- Paul Sébillot (1843–1918), Ethnologe